# Damelevières
Damelevières település Franciaországban, Meurthe-et-Moselle megyében. Lakosainak száma 3094 fő (2022. január 1.). Damelevières Anthelupt, Barbonville, Blainville-sur-l’Eau, Charmois, Rosières-aux-Salines, Vigneulles és Vitrimont községekkel határos.

## Népesség
A település népességének változása:
| Lakosok száma | 3194 | 3039 | 2879 | 2923 | 3161 | 3170 | 3217 | 3155 | 3124 | 3094 |
|               | 1968 | 1982 | 1990 | 2006 | 2013 | 2015 | 2017 | 2019 | 2020 | 2022 |